# 쥐구멍에도 볕들날 있다
쥐구멍에도 볕들날 있다는 한국에서 제작된 김화랑 감독의 1965년 영화이다. 김희갑 등이 주연으로 출연하였고 이수길 등이 제작에 참여하였다.

## 출연

### 주연
- 김희갑
- 서영춘
- 태현실
- 김석훈

### 조연
- 한태일

## 제작진
- 조명: 김윤덕
- 미술: 홍성칠